# لو هولاند
لو هولاند (بالإنجليزية: Lou Holland)‏ هو لاعب كرة قدم أمريكية ولاعب كرة القدم الكندية أمريكي، ولد في 13 ديسمبر 1941 في كينوشا في الولايات المتحدة، وتوفي في 16 فبراير 2016 في أوك بارك في الولايات المتحدة.

## وصلات خارجية
- لو هولاند على موقع JustSportsStats.com (الإنجليزية)